# Conseil pour la recherche en biotechnologie et sciences biologiques
Le Conseil pour la recherche en biotechnologie et sciences biologiques (en anglais Biotechnology and Biological Sciences Research Council, en abrégé BBSRC) est l'un des sept conseils de recherche du gouvernement du Royaume-Uni, chargé des affaires concernant la recherche en biotechnologies et sciences biologiques. Il soutient directement plusieurs instituts de recherche scientifique ainsi que des projets menés dans des départements de recherche universitaire au Royaume-Uni. Son financement dépend de l’Office of Science and Innovation (OSI) et son objectif est de soutenir la recherche afin d'accroître les connaissances fondamentales en biologie et le développement des technologies et applications qui en découlent.
Le siège social du BBSRC, créé en 1994, se trouve à la Polaris House à Swindon; son budget annuel pour l'année fiscale de 2003-2004 était de 516 millions de livres sterling.

## Fonctionnement et gestion
L'administration du BBSRC est confiée à un Conseil de gestion (Council Board) constitué d'un président du Conseil, d'un directeur général et de dix à vingt représentants d'universités britanniques, du gouvernement et de l'industrie. Le comité est responsable de l'approbation de décisions politiques, stratégiques, budgétaires et financières de fonctionnement du BBSRC.
Un Conseil de stratégie (Strategy Board) donne des recommandations sur lesquelles le Conseil de gestion s'appuie pour adopter des mesures. Constitué d'experts en divers domaines, l'objectif du Conseil de stratégie est de réviser et d'évaluer l'état de la recherche, d'identifier les besoins et les opportunités à venir, ainsi que les problèmes de demandes de financement et de soutien de recherches spécifiques. 

## Comités et groupes
En plus du Conseil de gestion et du Conseil de stratégie, le BBSRC dispose d'une série d'autres comités aux objectifs particuliers:
- Groupe consultatif (Advisory Group) - chargé d'affaires publiques
- Comité d'audit (Audit Committee) - suit les contrôles internes et de finance
- Comité des prix et des bourses (Committee on Studentships and Fellowships)
- Comité des propriétés et des équipements (Estates and Equipment Committee)
- Comité stratégique des instituts (Institute Strategic Committee) - gestion des instituts
- Comité de rémunération (Remuneration Committee) - évalue les performances des directeurs d'instituts
- Comités scientifiques (Scientific Committees) - Sept en tout, ils ont à la charge l'attribution des bourses dans des domaines scientifiques spécifiques
- Groupes de visite (Visiting Groups) - expertise externe des instituts.

## Instituts du BBSRC
Le BBSRC finance directement sept instituts de recherche au Royaume-Uni:
- Babraham Institute (BI - Cambridge)
- Institute for Animal Health (IAH - Compton, Édimbourg et Pirbright)
- Institute of Food Research (IFR - Norwich))
- Institute of Grassland and Environmental Research (IGER - Aberystwyth)
- John Innes Centre (JIC - Norwich)
- Roslin Institute (RI - Édimbourg)
- Rothamsted Research (RRes - Harpenden)

Plusieurs autres centres de recherche ont été fermés ou vendus lorsque le BBSRC a recentré ses ressources vers des instituts moins nombreux mais plus grands. Parmi ces anciens centres il y avait le Letcombe Laboratory, la Long Ashton Research Station (LARS - Bristol), le Plant Breeding Institute (PBI - Cambridge), ainsi que la Weed Research Organisation (WRO - Oxford). Le dernier à avoir été fermé était le Silsoe Research Institute (SRI - Bedfordshire) en 2006.